# Suberitidae
Famille
Les Suberitidae forment une famille de spongiaires de l'ordre Suberitida.

## Liste des genres
Selon World Register of Marine Species (14 avril 2016) :
- genre Aaptos Gray, 1867
- genre Caulospongia Kent, 1871
- genre Homaxinella Topsent, 1916
- genre Plicatellopsis Burton, 1932
- genre Protosuberites Swartschewsky, 1905
- genre Pseudospongosorites McCormack & Kelly, 2002
- genre Pseudosuberites Topsent, 1896
- genre Rhizaxinella Keller, 1880
- genre Suberites Nardo, 1833
- genre Terpios Duchassaing & Michelotti, 1864